# John Wordsworth
John Wordsworth, född den 21 september 1843 i Harrow, död den 16 augusti 1911 i Salisbury, var en engelsk biskop.

## Biografi
John Wordsworth var son till Christopher Wordsworth och ägnade sig åt klassiska språkstudier i Oxford, prästvigdes 1869 och utgav bland annat en inledning till latinska litteraturens historia (1870). Tillika bedrev han forskningar i biblisk textkritik och blev sin samtids främsta auktoritet för Vulgatas text, som han 1878 erhöll i uppdrag att utge i kritisk edition, vilken han också efter långa resor och handskriftsstudier i Frankrike, Spanien och Italien påbörjade i samarbete med Henry Julian White 1884 (alla evangelierna färdiga 1898, Apostlagärningarna 1905). Wordsworth utnämndes 1883 till Oriel professor för tolkning av den Heliga skrift, men kallades 1885 till biskop i Salisbury (Sarum). Han var då den yngste biskopen i England och fick snart anseende att vara den lärdaste. Bredvid det textkritiska arbetet intresserade han sig särskilt för liturgi och kyrkorätt och publicerade en lång rad texter och undersökningar (bland annat Reordination 1908 och Ordination problems 1909). Han stod närmast den högkyrkliga riktningen, men blev aldrig partiman.
Kristenhetens enande var hans ideal. Av gammalkatolikerna hoppades han en tid mycket härför och besökte dem två gånger. För den kyrkliga enhetens sak gjorde han 1894 en färd jorden runt till Australien, Nya Zeeland och Kanada. År 1898 invigde han en nybyggd kyrka i Jerusalem och besökte de orientaliska patriarkaten. Till sist intresserade han sig mest för Sveriges kyrka och var en huvudperson i den på grund av Lambethkonferensens 1908 beslut anordnade officiella beskickningen från ärkebiskopen av Canterbury Randall Davidson till Uppsala i september 1909. Han inte endast bidrog att bana väg för officiellt samförstånd mellan den anglikanska och den svenska kyrkan, utan kunde med sin oerhörda arbetsförmåga studera tillräckligt med svensk litteratur för att under 1910 utarbeta en framställning av svenska kyrkans historia, The national church of Sweden (svensk reviderad översättning, "Den svenska kyrkan", av Elin Silén 1912). En resa till Amerika med föreläsningar om samma ämne i Saint James' Church i Chicago 1910 tömde hans krafter. I England verkade han efter den svenska resan genom en rad föredrag (utgivna 1910 under titeln Unity and fellowship) ytterligare för sitt stora mål.